# Międzynarodowy Trybunał Karny
     Państwa członkowskie
     Państwa, które wycofały swoje członkostwo
     Państwa, które podpisały, ale nie ratyfikowały Statutu
     Państwa, które podpisały Statut, ale później wycofały swój podpis
     Państwa członkowskie ONZ i obserwatorzy, którzy nie podpisali Statutu

Logo MTK

Członkowie MTK
Państwa członkowskie
Państwa, które wycofały swoje członkostwo
Państwa, które podpisały, ale nie ratyfikowały Statutu
Państwa, które podpisały Statut, ale później wycofały swój podpis
Państwa członkowskie ONZ i obserwatorzy, którzy nie podpisali Statutu

Międzynarodowy Trybunał Karny, MTK (ang. International Criminal Court, ICC) – pierwszy w historii stały sąd międzynarodowy powołany do sądzenia osób fizycznych oskarżanych o popełnienie najcięższych zbrodni, takich jak zbrodnie ludobójstwa, zbrodnie przeciwko ludzkości, zbrodnie wojenne i agresje, które miały miejsce po 1 lipca 2002 roku. Siedzibą Trybunału jest Haga.

## Historia i podstawa działania
MTK powstał na podstawie przyjętego 17 lipca 1998 roku Statutu Rzymskiego, wynegocjowanego po sześciu tygodniach obrad w siedzibie Organizacji ds. Wyżywienia i Rolnictwa ONZ (FAO) w Rzymie. Za jego przyjęciem głosowało 120 państw, 7 było przeciw, 21 wstrzymało się od głosu. W listopadzie 2016 roku Rosja ogłosiła, że zrywa stosunki z MTK wycofując swój podpis z traktatu założycielskiego (Statutu Rzymskiego), na podstawie dekretu prezydenta Rosji W. Putina.
Rozpoczęcie funkcjonowania Trybunału nastąpiło 1 lipca 2002, zgodnie z art. 126 ust. 1 Statutu pierwszego dnia miesiąca po upływie sześćdziesięciu dni od ratyfikacji i złożenia dokumentów ratyfikacyjnych przez przedstawicieli 60 krajów (wstępnie zakładano, że nastąpi to do 31 grudnia 2000 r.).
Depozytariuszem jest Sekretarz Generalny Organizacji Narodów Zjednoczonych (art. 125 Statutu). Statut sporządzono w językach: arabskim, chińskim, angielskim, francuskim, rosyjskim i hiszpańskim (art. 128).
Polska ratyfikowała Statut 9 października 2001 zgodnie z ustawą z 5 lipca 2001 r., 12 listopada 2001 r. złożono Sekretarzowi Generalnemu ONZ dokument ratyfikacyjny.

## Jurysdykcja
MTK sądzi następujące zbrodnie:
1. ludobójstwo (na podstawie definicji zaczerpniętej z konwencji o ściganiu zbrodni ludobójstwa z 1948)[8]
2. zbrodnie przeciwko ludzkości (definicje zaczerpnięte ze statutów trybunałów: norymberskiego, haskiego dla byłej Jugosławii oraz trybunału w Arushy): dokonane w sposób systematyczny lub na wielką skalę, za poduszczeniem organizacji bądź grupy, morderstwa, eksterminacja, tortury, obracanie w niewolników, prześladowania z powodów politycznych, religijnych lub zinstytucjonalizowana dyskryminacja, deportacja ludności, gwałt, zmuszanie do prostytucji i wszelkie inne formy przemocy seksualnej[9]
3. zbrodnie wojenne na podstawie: konwencji genewskich o ochronie ofiar wojny (1949) wraz z protokołami dodatkowymi (1977), deklaracje haskie o zakazie pocisków z gazami oraz rozszerzających się lub spłaszczających w ciele ludzkim (1899), IV konwencji haskiej o zasadach wojny lądowej (1907), protokołu o zakazie używania broni chemicznej i gazowej (1925)[10]
4. agresja (rozpatrywanie spraw z tego punktu jest zawieszone do czasu wypracowania jasnej definicji określenia „agresja”)[11][12].

Trybunał może sądzić wyłącznie osoby fizyczne i tylko za czyny popełnione po wejściu w życie statutu lub po jego przyjęciu przez dane państwo.
Wśród zbrodni objętych jurysdykcją Trybunału w żadnym miejscu nie została wymieniona zbrodnia terroryzmu, chociaż można w drodze wykładni odpowiednich przepisów Statutu (art. 7 Statutu MTK) uznać, że stanowi ona szczególnego rodzaju przypadek zbrodni przeciwko ludzkości. Warto podkreślić, że zbrodnia terroryzmu celowo została pominięta w czasie negocjacji na konferencji rzymskiej, gdyż nie było zgodności co do definicji zbrodni terroryzmu między państwami. W obawie przed konfliktem mogącym udaremnić przyjęcie Statutu MTK, zrezygnowano z dyskusji nad zbrodnią terroryzmu. Należy pamiętać, że Statut MTK został wynegocjowany w 1998 r., czyli przed zamachami 11 września 2001.
Ze względu na to, że część mocarstw odmówiła podpisania Statutu Rzymskiego (Chiny, Rosja), część zaś z tych które podpisały, nie ratyfikowało go (USA, Izrael), istnieje zagrożenie, że Międzynarodowy Trybunał Karny straci możliwość działania.
Trybunał jest uprawniony do sądzenia osób fizycznych, a nie państw. Misją Trybunału jest pociąganie do indywidualnej odpowiedzialności karnej tych osób, które są sprawcami najpoważniejszych przestępstw wymierzonych przeciwko międzynarodowej społeczności: zbrodni wojennych, zbrodni przeciwko ludzkości, ludobójstwa i w przyszłości także zapewne zbrodni agresji. MTK ma funkcjonować jako trybunał stały i uniwersalny, by w przyszłości nie musiały być powoływane trybunały specjalne.

## Skład

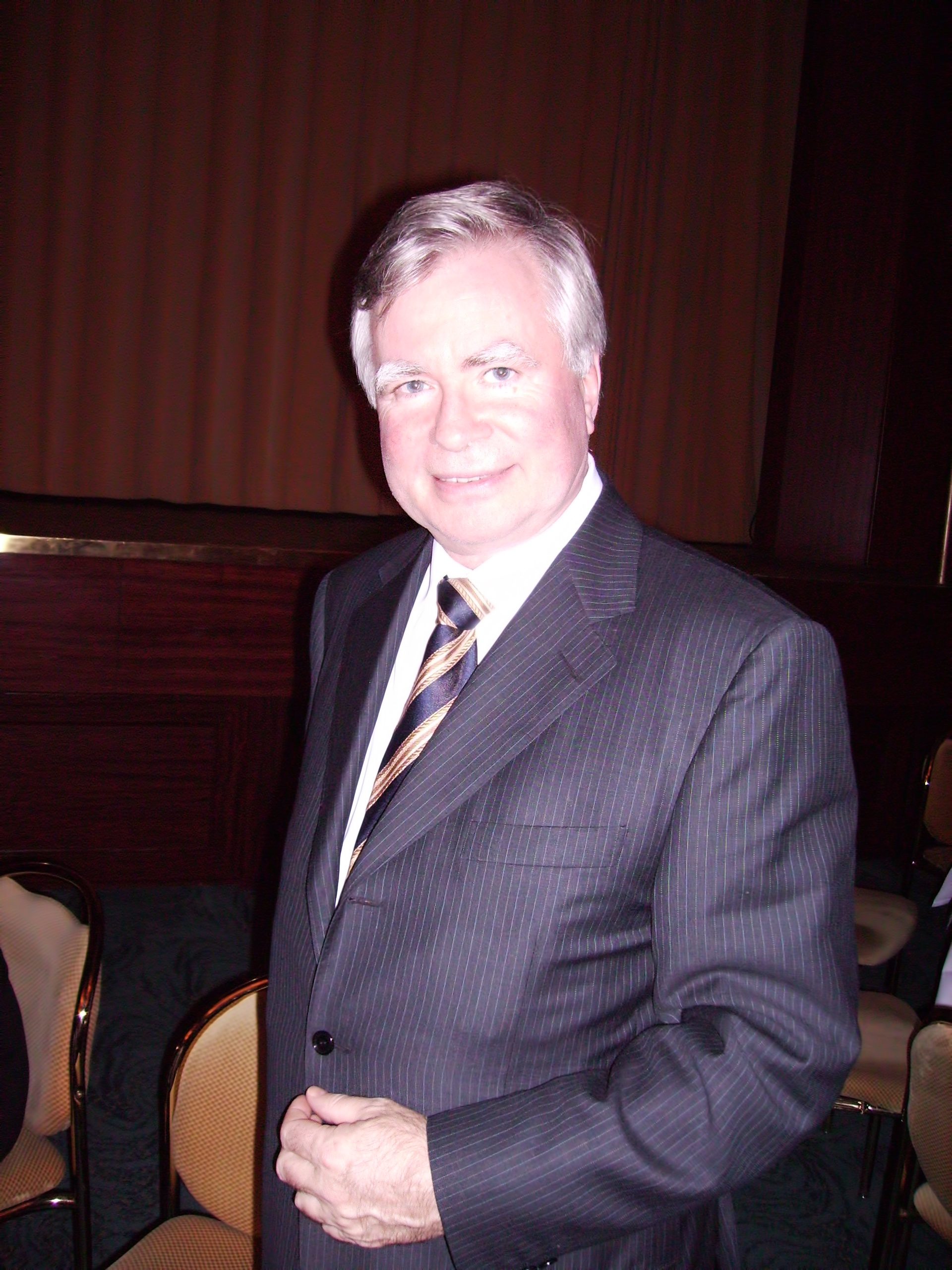
Philippe Kirsch, prezes Trybunału w latach 2003–2009

W lutym 2003 wybrano pierwszych 18 sędziów Trybunału, którymi zostali:
- Rene Blattmann (Boliwia, do 2009)
- Maureen Harding Clark (Irlandia, do 2012)
- Fatoumata Dembele Diarra (Mali, do 2012)
- Adrian Fulford (Wielka Brytania, do 2012)
- Karl Terrence Hudson-Phillips (Trynidad i Tobago, do 2012)
- Claude Jorda (Francja, do 2009)
- Hans-Peter Kaul (Niemcy, do 2006)
- Philippe Kirsch (Kanada, do 2009)
- Erkki Kourula (Finlandia, do 2006)
- Akua Kuenyehia (Ghana, do 2006)
- Elizabeth Odio Benito (Kostaryka, do 2012)
- Georghios Pikis (Cypr, do 2009)
- Navanethem Pillay (RPA, do 2009)
- Mauro Politi (Włochy, do 2009)
- Tuiloma Neroni Slade (Samoa, do 2006)
- Song Sang-hyun (Korea Południowa, do 2006)
- Sylvia de Figueiredo Steiner (Brazylia, do 2012)
- Anita Ušacka (Łotwa, do 2006)

Kandydowała także Polka, prof. Eleonora Zielińska, jednak nie została wybrana.
W marcu 2003 pierwszym prezesem Trybunału został P. Kirsch, a jego zastępczyniami A. Kuenyehia (pierwszy wiceprezes) i E. Odio Benito (drugi wiceprezes).
W kwietniu 2003 prokuratorem Trybunału został Argentyńczyk Luis Moreno-Ocampo.

### Prezesi i wiceprezesi Trybunału
- 2003–2006
  - prezes Philippe Kirsch
  - I wiceprezes Akua Kuenyehia
  - II wiceprezes Elizabeth Odio Benito

- 2006–2009
  - prezes Philippe Kirsch
  - I wiceprezes Akua Kuenyehia
  - II wiceprezes René Blattmann

- 2009–2012
  - prezes Song Sang-hyun
  - I wiceprezes Fatoumata Dembele Diarra
  - II wiceprezes Hans-Peter Kaul
- 2012–2015
  - prezes Song Sang-hyun
  - I wiceprezes Sanji Mmasenono Monageng(inne języki)
  - II wiceprezes Cuno Tarfusser(inne języki)

- 2015–2018[16]
  - prezes Silvia Fernández de Gurmendi(inne języki)
  - I wiceprezes Joyce Aluoch(inne języki)
  - II wiceprezes Kuniko Ozaki(inne języki)

- 2018–2021[17]
  - prezes Chile Eboe-Osuji(inne języki)
  - I wiceprezes Robert Fremr(inne języki)
  - II wiceprezes Marc Perrin de Brichambaut

- 2021–2024[18]
  - prezes Piotr Hofmański
  - I wiceprezes Luz del Carmen Ibáñez Carranza(inne języki)
  - II wiceprezes Antoine Kesia-Mbe Mindua(inne języki)

- od 2024[19]
  - prezes Tomoko Akane(inne języki)
  - I wiceprezes Rosario Salvatore Aitala(inne języki)
  - II wiceprezes Reine Alapini-Gansou(inne języki)

### Kadencje sędziowskie w Trybunale
- 2003–2006
  - Hans-Peter Kaul
  - Erkki Kourula
  - Akua Kuenyehia
  - Song Sang-hyun
  - Tuiloma Neroni Slade
  - Anita Ušacka

- 2003–2009
  - René Blattmann
  - Philippe Kirsch
  - Georghios Pikis
  - Mauro Politi
  - Navanethem Pillay (do 2008, zrezygnowała w związku z wyborem na Wysokiego Komisarza Narodów Zjednoczonych ds. Praw Człowieka)
  - Claude Jorda (do 2007, zrezygnował ze względu na zły stan zdrowia; w jego miejsce wybrana została Fumiko Saiga(inne języki), Japonia)

- 2003–2012
  - Maureen Harding Clark (do 2006, zrezygnowała w związku z powołaniem do Sądu Najwyższego Irlandii; w jej miejsce wybrany Bruno Cotte(inne języki), Francja)
  - Fatoumata Dembele Diarra
  - Adrian Fulford
  - Karl Terrence Hudson-Phillips (do 2007, zrezygnował z przyczyn osobistych; w jego miejsce wybrany Daniel David Ntanda Nsereko(inne języki), Uganda)
  - Elizabeth Odio Benito
  - Sylvia de Figueiredo Steiner

- 2006–2015
  - Anita Ušacka (Łotwa), wybrana ponownie
  - Erkki Kourula (Finlandia), wybrany ponownie
  - Akua Kuenyehia (Ghana), wybrana ponownie
  - Song Sang-hyun (Korea Południowa), wybrany ponownie
  - Hans-Peter Kaul (Niemcy), wybrany ponownie
  - Ekaterina Trendafiłowa (Bułgaria)

- 2009–2018
  - Joyce Aluoch(inne języki) (Kenia)
  - Sanji Mmasenono Monageng(inne języki) (Botswana)
  - Cuno Tarfusser(inne języki) (Włochy)
  - Chris Van Den Wyngaert (Belgia)
  - Mohamed Shahabuddeen(inne języki) (Gujana; zrezygnował w lutym 2009 przed objęciem urzędu; w jego miejsce wybrana Sylvia Alejandra Fernández de Gurmendi, Argentyna)
  - Fumiko Saiga(inne języki) (Japonia), wybrana ponownie (zmarła w kwietniu 2009; w jej miejsce wybrana Kuniko Ozaki, Japonia)

W grudniu 2014 na stanowisko sędziego został wybrany na kadencję 2015–2024 Piotr Hofmański, pierwszy Polak w historii tego Trybunału. 11 marca 2021 sędzia Hofmański został Przewodniczącym Trybunału.

## Procedura
Prawo kierowania spraw do Trybunału mają:
- państwa-strony statutu rzymskiego
- prokurator MTK (art. 15)
- Rada Bezpieczeństwa ONZ

Rada Bezpieczeństwa może na 12 miesięcy zablokować każde postępowanie, z możliwością przedłużenia tego okresu nieograniczoną liczbę razy. Państwo przystępujące do statutu może przez 7 lat nie uznawać jurysdykcji trybunału w odniesieniu do zbrodni wojennych. Trybunał działa zgodnie z zasadami norymberskimi. Katalog kar możliwych do wymierzenia przez MTK nie przewiduje kary śmierci. Maksymalna możliwa kara to 30 lat pozbawienia wolności lub kara dożywotniego pozbawienia wolności. Kary wykonywane są w zakładach karnych na terytorium państwa wyznaczonego przez Trybunał z listy państw, które zadeklarowały wolę przyjęcia osób skazanych (art. 103 statutu rzymskiego). Każdy skazany ma prawo ubiegać się o warunkowe przedterminowe zwolnienie po odbyciu 2/3 wymierzonej przez Trybunał kary lub 25 lat w przypadku kary dożywotniego pozbawienia wolności (art. 110). W przypadku, gdy dane państwo wbrew przepisom statutu rzymskiego odmawia współpracy z Trybunałem, uniemożliwiając mu w ten sposób wykonywanie jego statutowych funkcji i uprawnień, Trybunał może zgłosić ten fakt zgromadzeniu państw-stron statutu rzymskiego lub Radzie Bezpieczeństwa (ale tylko jeśli to ona wniosła daną sprawę).

## Finansowanie
ICC jest finansowany przez państwa strony Statutu Rzymskiego (część XII, art. 113 – 118). Suma wpłacana przez poszczególne państwa jest ustalana w ten sam sposób jak w przypadku ONZ: każdy kraj wpłaca kwotę odpowiednią do jego możliwości, na podstawie dochodów oraz populacji. Maksymalna ilość jaką może wpłacić pojedyncze państwo jest ograniczona do 22% całości budżetu ICC. W 2008 Japonia wniosła taką kwotę.
W 2007 ICC wydatkował 80,5 mln €, a Zgromadzenie Państw Członkowskich zaaprobowało budżet w wysokości 90 382 100 € na rok 2008 i 101 229 900 € na rok 2009. We wrześniu 2008 w ICC zatrudniał 571 osób z 83 państw.
W związku z wydatkowaniem ogromnych funduszy na działanie ICC jest on obiektem częstej krytyki z powodu małej jego skuteczności i braku możliwości ujęcia wielu spośród ściganych listem gończym wydanym przez Międzynarodowy Trybunał Karny.

## Organy
- Prezydium

Organ kolegialny, składa się z prezesa i dwóch wiceprezesów. Wybierani przez sędziów trybunału bezwzględną większością głosów. Kadencja członków Prezydium wynosi 3 lata, chyba że wcześniej skończy się ich kadencja sędziowska.
Głównym zadaniem Prezydium jest prawidłowe administrowanie pracą trybunału.
- Wydział Przygotowawczy
- Wydział Orzekający
- Wydział Odwoławczy
- Urząd Prokuratora

Na czele urzędu stoi prokurator. Może powołać dwóch wiceprokuratorów. Nie mogą być obywatelami tego samego państwa. Wybierani bezwzględną większością głosów przez zgromadzenie państw stron na 9 letnią kadencję.
W swoich działaniach prokurator powinien być niezależny od państw stron.
Do jego najważniejszych zadań należy:
- przyjmowanie informacji i zawiadomień o zbrodniach podlegających jurysdykcji trybunału
- badanie i weryfikacja tych informacji
- prowadzenie postępowania przygotowawczego

Przeciwwagę dla uprawnień prokuratora stanowią uprawnienia izby przygotowawczej, zatwierdzającej określone czynności Prokuratora
- Sekretariat